# Argentina Open 2025
L'Argentina Open 2025 è stato un torneo di tennis giocato sulla terra rossa. È stata l'86ª edizione del torneo facente parte dell'ATP Tour 250 nell'ambito dell'ATP Tour 2025. Si è giocato al Buenos Aires Lawn Tennis Club di Buenos Aires in Argentina, dal 10 al 16 febbraio 2025.

## Partecipanti al singolare

### Teste di serie
| Nazionalità | Giocatore               | Ranking* | Testa di serie |
| ----------- | ----------------------- | -------- | -------------- |
| Germania    | Alexander Zverev        | 2        | 1              |
| Danimarca   | Holger Rune             | 14       | 2              |
| Italia      | Lorenzo Musetti         | 17       | 3              |
| Cile        | Alejandro Tabilo        | 27       | 4              |
| Argentina   | Francisco Cerúndolo     | 29       | 5              |
| Argentina   | Sebastián Báez          | 31       | 6              |
| Cile        | Nicolás Jarry           | 38       | 7              |
| Argentina   | Tomás Martín Etcheverry | 40       | 8              |

* Ranking al 5 febbraio 2025.

### Altri partecipanti
I seguenti giocatori hanno ricevuto una wildcard per il tabellone principale:
- Francisco Comesaña
- Diego Schwartzman
- Camilo Ugo Carabelli

Il seguente giocatore è entrato in tabellone attraverso il programma Next Gen per giocatori under 20 e con ranking in top 350:
- João Fonseca

I seguenti giocatori sono entrati nel tabellone principale passando dalle qualificazioni:

- Román Andrés Burruchaga
- Juan Manuel Cerúndolo
- Laslo Djere
- Francesco Passaro

I seguenti giocatori sono entrati in tabellone come lucky loser:
- Federico Coria
- Sumit Nagal

#### Ritiri
Prima del torneo
- Francesco Passaro → sostituito da  Federico Coria

## Partecipanti al doppio

### Teste di serie
| Nazione   | Giocatore       | Nazione   | Giocatore           | Ranking* | Testa di serie |
| --------- | --------------- | --------- | ------------------- | -------- | -------------- |
| Argentina | Máximo González | Argentina | Horacio Zeballos    | 48       | 1              |
| Francia   | Sadio Doumbia   | Francia   | Fabien Reboul       | 64       | 2              |
| Brasile   | Rafael Matos    | Brasile   | Marcelo Melo        | 77       | 3              |
| Austria   | Alexander Erler | Germania  | Constantin Frantzen | 96       | 4              |

* Ranking al 3 febbraio 2025.

### Altri partecipanti
Le seguenti coppie di giocatori hanno ricevuto una wildcard per il tabellone principale:
- Román Andrés Burruchaga /  Juan Bautista Torres
- Andrea Collarini /  Guillermo Durán

## Punti
| Evento    | V   | F   | SF  | QF | 2T   | 1T | Q    | Q2   | Q1   |
| Singolare | 250 | 165 | 100 | 50 | 25   | 0  | 13   | 7    | 0    |
| Doppio    | 250 | 150 | 90  | 45 | N.D. | 0  | N.D. | N.D. | N.D. |

## Montepremi
| Evento    | V        | F       | SF      | QF      | 2T      | 1T     | Q2     | Q1     |
| Singolare | 100160 $ | 58420 $ | 34345 $ | 19900 $ | 11555 $ | 7060 $ | 3535 $ | 1925 $ |
| Doppio*   | 34830 $  | 18710 $ | 10950 $ | 6070 $  | N.D.    | 3580 $ | N.D.   | N.D.   |

*per team

## Campioni

### Singolare
João Fonseca ha sconfitto in finale  Francisco Cerúndolo con il punteggio di 6-4, 7-6(1).
- È il primo titolo in carriera per Fonseca.

### Doppio
Guido Andreozzi /  Théo Arribagé hanno sconfitto in finale  Rafael Matos /  Marcelo Melo con il punteggio di 7-5, 4-6, [10-7].